# Kalyanpur (Nuwakot)
Kalyanpur – gaun wikas samiti w środkowej części Nepalu w strefie Bagmati w dystrykcie Nuwakot. Według nepalskiego spisu powszechnego z 2001 roku liczył on 1164 gospodarstw domowych i 6763 mieszkańców (3448 kobiet i 3315 mężczyzn).